# OFF THE REC. SUZY
《OFF THE REC. SUZY》是由韓國歌手秀智親自主持，2017年1月15日首播，主要播出平時自稱"宅女"的秀智私下生活中的樣子，此前從沒在正式活動中讓大家見到的魅力也會被公開，為真人秀綜藝節目。